# Lijst van Rail 21-projecten
Hieronder een lijst van projecten volgens het Nederlandse Rail 21-plan uit 1988.
| Locatie                                                                    | Project                                                                      | Status (augustus 2018)                                                                    |
| -------------------------------------------------------------------------- | ---------------------------------------------------------------------------- | ----------------------------------------------------------------------------------------- |
| Leeuwarden - Groningen                                                     | dubbelsporig                                                                 | deels uitgevoerd (Veenwouden - Grijpskerk)                                                |
| Groningen - Sauwerd                                                        | dubbelsporig                                                                 | grotendeels uitgevoerd (Groningen Noord - Sauwerd)                                        |
| Zuiderzeelijn (HSL-Noord)                                                  | nieuwe spoorlijn                                                             | niet uitgevoerd, zie Lelylijn.                                                            |
| Mariënberg - Almelo                                                        | elektrificatie                                                               | niet uitgevoerd, gepland.                                                                 |
| Deventer - Olst                                                            | dubbelsporig                                                                 | niet uitgevoerd                                                                           |
| Zutphen - Glanerbrug                                                       | dubbelsporig en elektrificatie                                               | niet uitgevoerd                                                                           |
| Apeldoorn - Zutphen                                                        | elektrificatie                                                               | niet uitgevoerd                                                                           |
| Zwolle - Amersfoort                                                        | afsnijden bocht bij Harderwijk                                               | niet uitgevoerd                                                                           |
| Gooiboog (Almere - Naarden-Bussum)                                         | nieuwe spoorlijn                                                             | uitgevoerd                                                                                |
| Amsterdam - Utrecht                                                        | viersporig                                                                   | uitgevoerd (Amsterdam Bijlmer ArenA - Utrecht)                                            |
| Utrechtboog (Schiphol/zuidas - Bijlmer Arena/Utrecht)                      | nieuwe spoorlijn                                                             | uitgevoerd                                                                                |
| Zuidtak (kruising Westtak - Schipholboog)                                  | viersporig                                                                   | deels uitgevoerd (Amsterdam Zuid - Hoofddorp)                                             |
| Ede-Wageningen - Barneveld Noord                                           | dubbelsporig                                                                 | niet uitgevoerd                                                                           |
| Hemboog (verbinding Schiphol/Westtak - Zaandam)                            | nieuwe spoorlijn                                                             | uitgevoerd                                                                                |
| Hanzelijn (Lelystad - Zwolle)                                              | nieuwe spoorlijn geschikt voor hoge snelheden                                | uitgevoerd (maar hoge snelheid nog niet mogelijk met huidig materieel)                    |
| Amersfoort - Amersfoort Aansluiting                                        | viersporig + vrije kruising ter hoogte van de wijken Liendert en Schothorst. | uitgevoerd                                                                                |
| Verbindingsboog Hofpleinlijn - Zoetermeer Stadslijn (zie ook Nootdorpboog) | nieuwe spoorlijn                                                             | niet uitgevoerd                                                                           |
| Woerden - Leiden                                                           | dubbelsporig                                                                 | niet uitgevoerd                                                                           |
| HSL-Zuid                                                                   | nieuwe spoorlijn geschikt voor hoge snelheden                                | uitgevoerd                                                                                |
| Dordrecht - Geldermalsen                                                   | elektrificatie                                                               | uitgevoerd                                                                                |
| Rotterdam - Dordrecht Zuid                                                 | viersporig                                                                   | grotendeels uitgevoerd (Rotterdam-Dordrecht)                                              |
| Rotterdam - Utrecht                                                        | viersporig                                                                   | deels uitgevoerd (Gouda - Gouda Oost; Woerden - Utrecht)                                  |
| Leiden-Rotterdam                                                           | viersporig                                                                   | deels uitgevoerd (Leiden-Delft-Campus) rest in planning                                   |
| Hoofddorp - Amsterdam                                                      | viersporig                                                                   | deels uitgevoerd (Hoofddorp-aansluiting Westtak/Zuidtak)                                  |
| Weesp e.o.                                                                 | viersporig                                                                   | uitgevoerd                                                                                |
| Goederenboog Beverwijk - Zaandam                                           | nieuwe spoorlijn                                                             | niet uitgevoerd                                                                           |
| Zaandam-Alkmaar                                                            | viersporig                                                                   | niet uitgevoerd                                                                           |
| Heerhugowaard - Obdam                                                      | dubbelsporig                                                                 | niet uitgevoerd                                                                           |
| Hoorn - Enkhuizen                                                          | dubbelsporig                                                                 | deels uitgevoerd (Hoorn-Hoorn Kersenboogerd)                                              |
| Heerhugowaard - Den Helder                                                 | dubbelsporig                                                                 | deels uitgevoerd (Heerhugowaard - Schagen)                                                |
| Eindhoven - Boxtel                                                         | viersporig                                                                   | uitgevoerd (viel voor Rail 21 onder de aanpak van de 8 (later 10) grote knelpunten)       |
| Nijmegen - Roermond                                                        | dubbelsporig en elektrificatie                                               | in uitvoering (gehele elektrificatie en gedeeltelijke spoorverdubbeling eind 2027 gereed) |
| Utrecht - Utrecht Overvecht                                                | viersporig                                                                   | uitgevoerd (viel voor Rail 21 onder de aanpak van de 8 (later 10) grote knelpunten)       |
| Utrecht - Houten                                                           | viersporig                                                                   | uitgevoerd (Randstadspoor)                                                                |
| Amsterdam - Arnhem Velperpoort (HSL-Oost)                                  | viersporig; geschikt maken voor hoge snelheden                               | deels uitgevoerd (Spoorverdubbeling Amsterdam – Utrecht, Traject Oost)                    |
| Zevenaar - Doetinchem                                                      | dubbelsporig en elektrificatie                                               | deels uitgevoerd (Zevenaar - Didam)                                                       |

## Opname van eerdere plannen in Rail 21 (tien grote knelpunten)
Een deel van de bovengenoemde projecten was al voor de publicatie van Rail 21 bekend als knelpunt. De NS had in de jaren '70/'80 acht (later tien) grote knelpunten benoemd die opgelost moesten worden om alleen al de bestaande dienstregeling betrouwbaar uit te kunnen voeren. Projecten die in het begin van de jaren '90 nog in uitvoering waren, zijn toen uitgevoerd als Rail 21 project. Door deze projecten was het mogelijk om in de jaren '90 naast intercitydiensten, sneltreindiensten te introduceren zodat er op meer trajecten om het kwartier een intercity- cq. een sneltreindienst kon worden aangeboden. Ook was het hierdoor mogelijk om beperkingen in de dienstregeling op te heffen: stoptreinen op drukke routes hoefden niet meer bepaalde stations over te slaan. Ook was het mogelijk om treinen in een veel regelmatiger patroon te laten rijden.
1. De brug bij Westervoort op de internationale spoorlijn Arnhem-Oberhausen is in 1984 verbreed tot een dubbelsporige brug.
2. Lage Zwaluwe: in 1987 ingebruikname van de vrije kruising zodat treinen richting Breda en Venlo inclusief de goederentreinen naar Duitsland, de treinen vanuit Roosendaal en België niet meer hinderen. Het station is toen uitgebreid en getransformeerd van dubbelsporig baanbedrijf naar  lijnbedrijf. D.w.z.: er is sprake van één station maar de perrons liggen feitelijk aan 2 verschillende spoorlijnen omdat de spoorlijnen pas ten noorden van Lage Zwaluwe worden samengevoegd.
3. Gouda: in 1992 is een 4-sporige hoge brug in gebruik genomen die veel minder vaak geopend hoeft te worden ter vervanging van de 3-sporige lage brug, aanleg vrije kruising ter hoogte van Moordrecht ten behoeve van de splitsing richting Rotterdam en Den Haag. Het emplacement van het station Gouda werd toen ook aangepast zodat Intercity-treinen het station met 140 km/h konden passeren.
4. Delfthavense Schiebruggen: in 1991 en 1994 zijn tussen Rotterdam Centraal en Schiedam hogere bruggen in gebruik genomen die alleen nog maar 's nachts geopend hoeven te worden. De twee bruggen zijn ten behoeve van de Oude Lijn en de Hoekse Lijn.
5. Leiden - Den Haag Mariahoeve: in 1995 de verdubbeling naar 4 sporen, hogere bruggen in gebruik genomen bij De Vink. Hierdoor was het mogelijk om meer Intercity's te laten rijden van en naar Den Haag Centraal over de in de jaren '80 geopende Schiphollijn. Stoptreinen hoefden door deze uitbreiding geen stations meer over te slaan tussen Leiden en Den Haag. Het vernieuwde en uitgebreide station Leiden werd in 1996 in gebruik genomen.
6. Den Haag HS - Rijswijk: in 1996 de verdubbeling naar 4 sporen, Spoortunnel Rijswijk met ondergronds station Rijswijk in gebruik genomen. Door de verhoogde baanvakcapaciteit was het mogelijk om tevens een nieuw station te openen: Station Den Haag Moerwijk.
7. Utrecht, Utrecht Centraal - Utrecht Overvecht - Blauwkapel-Groenekan: in 1986 een nieuw kop-perron in gebruik in Utrecht (1e fase), in 1996 uitbreiding van 2 naar 4 sporen tussen station Utrecht Centraal en station Utrecht Overvecht - Blauwkapel zodat Intercity's en goederentreinen van en naar Amersfoort eigen, en van perrons vrijliggende, sporen hebben, vrije kruisingen aangelegd bij Utrecht Centraal, Blauwkapel en Groenekan (de vrije kruisingen c.q. het gedeelte ten oosten van de rivier de Vecht betroffen de 3e fase van het grote project die tegelijk met, c.q. direct na, de 2e fase is uitgevoerd).
8. Boxtel - Eindhoven Centraal: verdubbeling tot 4-sporig traject, vrije kruising bij Boxtel. Het station Boxtel is uitgebreid en getransformeerd van  dubbelsporig baanbedrijf (met een of twee inhaalsporen) naar  lijnbedrijf. D.w.z.: er is sprake van één station maar de 2 eilandperrons liggen feitelijk aan 2 verschillende spoorlijnen (die pas ten zuiden van Boxtel worden samengevoegd tot een 4-sporig baanvak). Het gaat om de spoorlijn uit Tilburg en de spoorlijn uit Den Bosch. De bouw van de Spoortunnel Best met het ondergrondse station Best was ook onderdeel van dit project.
9. Rotterdam, Willemspoortunnel: in 1994 vervanging van het ruim 2 km lange luchtspoor inclusief de 2-sporige Koningshavenbrug (De Hef) en de Willemsspoorbruggen door een 4 sporige tunnel van ruim 2,5 km lang. De twee stations op dit tracé: station Rotterdam Blaak en station Rotterdam Zuid zijn ook viersporig gemaakt en vervangen door compleet nieuwe stations. Door dit enorme project was er geen tijdelijke stremming meer noodzakelijk van 20 minuten (de brug moest om de twee uur geopend worden) op de belangrijke lijn Rotterdam-Dordrecht en verder naar Venlo en Duitsland en Roosendaal en België.
10. Amsterdam-Singelgracht: in 1996 uitbreiding van 4 naar 6 sporen tussen station Amsterdam Centraal en de Singelgracht zodat de spoorlijn naar Haarlem (Oude Lijn), de Zaanlijn en de spoorlijn naar Schiphol allen de beschikking hebben over hun eigen 2 sporen. De twee oude bruggen bij de Singelgracht zijn toen vervangen door de huidige Singelgrachtbruggen.

## Elektrificatie sinds 2024 & Lelylijn
Sinds 15 April 2024 werd bekend dat er alsnog elektrificatie gaat plaatsvinden voor de Spoorlijn Mariënberg - Almelo en het traject Zutphen - Hengelo op de spoorlijn Spoorlijn Zutphen - Glanerbrug. Dit komt bovenop de elektrificatie die al in uitvoering is op de spoorlijn Nijmegen - Roermond en eind 2027 gereed moet zijn.
De plannen voor de Zuiderzeelijn (HSL-Noord) worden grotendeels overgenomen in de geplande Lelylijn. Deze spoorlijn is opgenomen in het Europese TEN-T netwerk en is opgenomen in de regeringsplannen van Kabinetten Rutte-4 en Schoof en benoemd in het Deltaplan van het Noorden.